# Wilhelm von Wolzogen
Wilhelm Freiherr von Wolzogen (* 25. November 1762 in Bauerbach (Grabfeld) bei Meiningen; † 17. Dezember 1809 in Wiesbaden) war württembergischer Diplomat als Legationsrat und sachsen-weimarischer Oberhofmeister.

## Biografie
Wolzogen war der Sohn von Ernst Ludwig von Wolzogen (1723–1777) und Wilhelmine Christiane Henriette Johanna von Wolzogen, geb. Marschalk von Ostheim (1745–1788). Er war ein Freund und Mitschüler von Friedrich Schiller, (1759–1805). Nach einer Ausbildung in Kameralwissenschaft an der Hohen Karlsschule und seiner Tätigkeit für die Bauaufsicht in Schloss Hohenheim sowie seiner Ernennung zum Württembergischen Legationsrat wurde er schließlich Geheimer Rat an der Seite Goethes im Weimarer Geheimen Consilium, in der obersten Landesbehörde in Sachsen-Weimar-Eisenach. Wilhelm von Wolzogen heiratete 1794 Caroline von Beulwitz (geborene von Lengefeld), nachdem diese sich von ihrem ersten Mann Friedrich Wilhelm Ludwig von Beulwitz hatte scheiden lassen, und wurde somit Schillers Schwager. Aus dieser Ehe entsprang ein Sohn, Adolf von Wolzogen, der ein Jahr später geboren wurde.
1804 wurde er zum auswärtigen korrespondierenden Mitglied der Petersburger Akademie der Wissenschaften gewählt.

## Veröffentlichungen
- Dieses ist der Mittelpunkt der Welt. Pariser Tagebuch 1788/1789 / Herausgegeben von Eva Berié und Christoph von Wolzogen. S. Fischer, Frankfurt a. M. 1989, ISBN 978-3-10-092244-1.
- Der größte Cursus, der je in der Politik angeboten worden ist. Pariser Tagebücher und Briefe 1790–1793 / Bearbeitet von Christoph von Wolzogen (= Lebendige Vergangenheit, Bd. 22). Kohlhammer, Stuttgart 2007, ISBN 978-3-17-019502-8.